# Broderick
Broderick es un pueblo canadiense situado en la provincia de Saskatchewan.

## Superficie
Broderick tiene una superficie de 0,77 km².

## Demografía
En 2021, tenía 96 habitantes, una densidad poblacional de 125,4 hab./km², y 44 viviendas.